# Pseudochromis eichleri
Pseudochromis eichleri, thường được gọi là cá đạm bì Eichler, là một loài cá biển thuộc chi Pseudochromis trong họ Cá đạm bì. Loài này được mô tả lần đầu tiên vào năm 2012. Tên của loài này, eichleri, được đặt theo tên của Dieter Eichler, người đầu tiên chụp được hình ảnh của loài này.

## Phân bố và môi trường sống
P. eichleri phân bố ở phía tây Thái Bình Dương, là loài đặc hữu của Philippines. P. eichleri được tìm thấy trong những khu vực có nhiều rạn san hô thấp, hoặc xung quanh những mỏm đá ngầm, ở độ sâu khoảng 40 m trở lại.
P. eichleri được mô tả vào năm 2012 cùng với hai loài họ hàng cũng đến từ Philippines và Indonesia, là Pseudochromis ammeri và Pseudochromis colei.

## Mô tả
P. eichleri trưởng thành dài khoảng 6 – 7 cm. Toàn thân của P. eichleri có màu trắng, với một sọc ngang màu nâu đen kéo dài từ sau mắt tới gần cuống đuôi. Ở P. ammeri, sọc đen kéo dài tới cả vây đuôi. Phần bụng trở về sau và phần sau của lưng có màu vàng nhạt. Phần lưng trước tới đỉnh đầu có màu xám sẫm. Về cơ bản thì P. eichleri có màu sắc gần giống với P. ammeri.
Số gai ở vây lưng: 3; Số vây tia mềm ở vây lưng: 24; Số gai ở vây hậu môn: 3; Số vây tia mềm ở vây hậu môn: 14; Số vây tia mềm ở vây bụng: 5.
Thức ăn của P. eichleri có lẽ là rong tảo và các sinh vật phù du nhỏ.